# Muppets Haunted Mansion
Pour plus de détails, voir Fiche technique et Distribution.
Muppets Haunted Mansion ou Muppets : Le manoir hanté au Québec est un film américain réalisé par Kirk R. Thatcher, sorti en 2021.
Il est diffusé directement sur Disney+.

## Fiche technique
Sauf indication contraire, les informations mentionnées dans cette section peuvent être confirmées par les bases de données cinématographiques IMDb et Allociné,  présentes dans la section « Liens externes ».
- Titre original et français : Muppets Haunted Mansion
- Titre québécois : Muppets : Le manoir hanté[1]
- Réalisation : Kirk R. Thatcher
- Scénario : Bill Barretta, Kirk R. Thatcher et Kelly Younger,
  - d'après une histoire de Bill Barretta, Kirk R. Thatcher, Kelly Younger et Jim Lewis,
  - basée sur les personnages Les Muppets créée en 1955 par le marionnettiste Jim Henson,
  - basé sur The Haunted Mansion créé par Walt Disney
- Musique : Ed Mitchell et Steve Morrell
- Direction artistique : Kathryn Molenaar
- Décors : Darcy Prevost
- Costumes : Lisa Davis
- Photographie : Craig Kief
- Son : Juan Campos, Jason Chiodo, Konstantinos Linoxylakis
- Montage : Alexandra Amick et Jason Bierfeld
- Production : Chelsea DeVincent et Michael Steinbach
  - Cheffe de projet : Samantha Amoros
  - Production déléguée : Bill Barretta, David Lightbody, Leigh Slaughter et Andrew Williams
  - Coproduction déléguée : Jim Lewis et Kelly Younger
- Sociétés de production : The Muppets Studio, Disney Branded Television, Disney+ et Soapbox Films
- Société de distribution : Disney+
- Budget : n/a
- Pays de production :  États-Unis
- Langue originale : anglais
- Format : couleur — Vidéo UHD — 2,00:1 (VistaVision) — son Stéréo
- Genre : comédie, musical, aventure, fantastique, marionnettes
- Durée : 49 minutes
- Date de diffusion[2] :
  - États-Unis, Québec, France : 8 octobre 2021[3],[1]
- Classification :
  - États-Unis : ce programme contient des éléments que les parents peuvent considérer inappropriés pour les enfants (TV-PG)
  - France : tous publics (conseillé à partir de 9 ans)[2]
  - Québec : en attente de classement[1]

## Distribution
Sauf indication contraire, les informations mentionnées dans cette section peuvent être confirmées par la base de données cinématographiques IMDb,  présente dans la section « Liens externes ».

### Acteurs
- Will Arnett (VF : Bernard Alane) : McGuffin
- Taraji P. Henson (VF : Annie Milon) : Constance Hatchaway
- Darren Criss (VF : Fabrice Fara) : le jardinier
- Yvette Nicole Brown : la conductrice
- John Stamos (VF : Olivier Destrez) : lui-même
- Kim Irvine : Haunted Mansion Maid
- Quinn McPherson : Hallway Knight
- Skai Jackson, Geoff Keighley, Pat Sajak (en), Justina Machado, Craig Robinson : les bustes chantants

### Fantômes
- Alfonso Ribeiro : Fred
- Edward Asner : Claude
- Chrissy Metz : Harriet
- Jeannie Mai : Maude
- Danny Trejo (VF : Antoine Tomé) : Huet
- Sasheer Zamata : Mary

### Voix originales
- Dave Goelz : The Great Gonzo / Dr. Bunsen Honeydew / Zoot / Beauregard / Waldorf / Chip / Randy Pig
- Bill Barretta : Pepe / Rowlf / Dr. Teeth / The Swedish Chef / Howard Tubman / Bobo / Big Mean Carl / Clean Gene / Andy Pig / Bubba the Rat / Beautiful Day / Party Tomato
- Eric Jacobson : Miss Piggy / Fozzie Bear / Animal / Sam Eagle (voix)
- Matt Vogel : Kermit the Frog / Uncle Deadly / Floyd Pepper / Sweetums / Pops / Lew Zealand / Crazy Harry
- Peter Linz : Walter / Joe from Legal / Statler / Robin the Frog / Lips / The Ghost (voix)
- David Rudman : Scooter / Janice / Beaker / Wayne / Squid Ghost
- Julianne Buescher : Yolanda / Beverly Plume / Wanda / Screaming Goat
- Alice Dinnean : Mummy / Caretaker's Dog / Miss Cartier
- Bruce Lanoil : Duddy / Ballroom Rat
- Brian Henson : Sal Minella
- Nicolette Santino : Party Tomato / Supporting Muppet Performer
- Alex Villa : Pumpkin / Supporting Muppet Performer
- Sarah Sarang Oh : Supporting Muppet Performer
- Colleen Smith : Supporting Muppet Performer
- Allan Trautman : Supporting Muppet Performer

### Voix françaises
- Jean-Claude Donda : Gonzo, Fozzie, Dr Walbec Bunsen, le chef suédois
- Michel Elias : Dr Dent, Rowlf, Animal, Floyd Pepper, Sweetums et Waldorf
- Philippe Peythieu : Pepe la crevette royale
- Edgar Givry : Kermit la grenouille
- Éric Métayer : Miss Piggy
- Patrick Préjean : Statler
- Camille Donda : Janice
- Xavier Fagnon : l'oncle Deadly et Bobo
- Emmanuel Garijo : le fantôme rieur

 Source et légende : version française (VF) sur RS Doublage.

## Sorties en VOD
Sauf mention contraire, les informations suivantes sont issues de l'IMDb
- Allemagne : 8 octobre 2021
- Argentine : 8 octobre 2021
- Australie : 8 octobre 2021
- Brésil : 8 octobre 2021
- Canada : 8 octobre 2021
- Espagne : 8 octobre 2021
- États-Unis : 8 octobre 2021
- France : 8 octobre 2021
- Inde : 8 octobre 2021
- Indonésie : 8 octobre 2021
- Japon : 8 octobre 2021
- Pays-Bas : 8 octobre 2021
- Portugal : 8 octobre 2021
- Royaume-Uni : 8 octobre 2021
- Singapour : 8 octobre 2021
- Suède : 8 octobre 2021

## Distinctions
Source : Internet Movie Database

### Récompenses
2022
- Children's and Family Emmy Awards :
  - Emmy de la meilleure direction artistique, décoration scénique ou conception scénique pour Mark D. Allen, James Dastoli, Robert Dastoli, Darcy Prevost, Kathryn Molenaar et Jeanine Ringer
- Producers Guild of America Awards : Prix PGA du meilleur programme pour enfants

### Nominations
2022
- Children's and Family Emmy Awards :
  - Meilleur casting pour un programme en prises de vues réelles pour Ann McGinnis et Tony Shepherd
  - Meilleurs costumes, coiffure et maquillage d'effets spéciaux pour Sonia Cabrera, Lisa Davis, Elle Favorule, Rebecca M. Graves, Donna L. May, Sean Smith et Renee J. Vaca
  - Meilleure Fiction Special pour Bill Barretta, Chelsea DeVincent, Jim Lewis, David Lightbody, Leigh Slaughter, Michael Steinbach, Andrew Williams et Kelly Younger
- Hollywood Makeup Artist and Hair Stylist Guild Awards : meilleur maquillage contemporain - Émission spéciale télévisée, série d'émissions en direct d'une heure ou plus, ou film pour la télévision pour Elle Favorule, Sonia Cabrera et Michelle Sfarzo